# Libu, Guangdong
Libu är en köping i sydöstra Kina. Den ligger i Yangshan härad i staden Qingyuan i provinsen Guangdong, omkring 180 kilometer nordväst om provinshuvudstaden Guangzhou. Antalet invånare är 45 194. Befolkningen består av 22 789 kvinnor och 22 405 män. Barn under 15 år utgör 21,0 %, vuxna 15-64 år 65 %, och äldre över 65 år 13,0 %.